# 天井特化VR
天井特化VR（てんじょうとっかVR）は、天井を見上げる視点に特化して撮影されたバーチャル・リアリティ（VR）動画を指す。
また、このように撮影されたVR映像を天井特化アングルと言う。

## 概要
主にアダルトVR界隈で主流となる。初登場は2019年11月、アダルトビデオメーカーケイ・エム・プロデュースでの採用がはじまり。
撮影方法を、従来のカメラアングルより約30度ほど天井へ傾けることで、仰向け視点に近く、幅広い範囲を見渡せるようになった。また、カメラ位置も一段階下げて撮影。従来の映像では正面から捉えていた視点が、見上げる視点に変わり、被写体が覆いかぶさるリアルな映像を体験できる。

## 歴史
2019年11月にケイ・エム・プロデュースのVRレーベル「KMPVR-bibi-」が1作目の天井特化VRである「天井特化アングル！ジーニアス騎乗位（Genius in cowgirl position）！ 永瀬ゆい」（宮迫メンバー監督）を発売。発端はTwitterユーザーの「カメラの角度はもっと天井方向に向けた方が良い」という発言から。
2020年には天井特化VRの第二弾「全編天井特化アングルVR 八乃つばさ」を発売。1作目に続きユーザーからの高評価を受け、2020年12月までに17本の天井特化VRを発売。シリーズ化する。同年7月からは他メーカーからも天井特化アングルを用いたVR動画が発売され、「プレミアム_(アダルトビデオ)」「マックス・エー」「SODクリエイト」などの複数メーカーに波及していく。
2021年にはSODクリエイトをはじめとした複数メーカーから天井特化VRの亜種となる「地面特化VR」が発売される。